# Jorge Cantú de la Garza
Jorge Cantú de la Garza (Monterrey, Nuevo León, 1 de noviembre de 1937 - 4 de enero de 1998) fue un escritor, periodista, promotor cultural y poeta mexicano.
Se graduó como licenciado en Derecho, por la Universidad Autónoma de Nuevo León, perteneció al grupo Kátharsis y de 1960 a 1961 fue becario del Centro Mexicano de Escritores. Posteriormente, fundó y dirigió el suplemento cultural “Aquí Vamos” del periódico El Porvenir, fue titular de la Dirección de Artes Literarias del Instituto para la Cultura de Nuevo León y estuvo al frente del Canal 28 (hoy Radio y Televisión Nuevo León). 
A su iniciativa surge el Centro de Escritores de Nuevo León.<ref>«Jorge Cantú de la Garza». 11 de enero de 2011.

## Obra
- Agridulce el recuerdo, 2005 (póstuma).
- Armas de nacimiento, 1998 (póstuma).
- Poesía 1966-1996 1997.
- Ajuste provisional, 1991.
- De vida irregular, 1996.
- Celebraciones y epitafios, 1982.
- El desertor, 1959.

## Antologado en los libros
- Diecinueve poetas contemporáneos, 1989.
- 20 años de poesía en Monterrey 1962/1982, 1982.